# 太平廳 (江蘇)
太平廳，清朝的散厅，即今日的江蘇省揚中市。
此地本來是長江中的一個沙洲島嶼，被稱為「太平洲」，當時分別為镇江府的丹徒、丹阳，常州府的武进，扬州府的江都、泰兴等四府六县的轄區。

光绪三十年（1904年），两江总督端方奏請朝廷，在太平洲地方设立太平厅，為散廳，編制上是「簡」的「一字缺」，厅治在今江苏省扬中市长旺镇，隶属于當時江蘇省镇江府所管轄。

民國時期，全國實施「廢府州廳改縣」，所以太平廳改稱太平縣，但又因與安徽省、浙江省等都有的太平县同名，所以1914年更名为扬中县。1994年，國務院撤县设市，改為揚中市。